# Quello che non ti ho detto
Quello che non ti ho detto è il secondo album della band italiana dei Modà, pubblicato nel 2006.

## Il disco
Il disco fu anticipato dall'uscita nel giugno 2006 del singolo Quello che non ti ho detto (Scusami), del quale fu anche realizzato un videoclip, girato in una villa veronese.
Il brano ottenne un ampio risalto e fu trasmesso moltissimo sia dalle radio che dalle reti televisive che si occupano di musica, specialmente VideoItalia.
Per l'uscita dell'album venne scelta una data significativa per la musica italiana, il 29 settembre.
Il singolo Quello che non ti ho detto riuscì ad arrivare ad un vasto pubblico, complice anche un videoclip moderno e ben curato che divenne anche "Video della settimana" per Radio Italia solomusicaitaliana. Il brano è una ballata romantica con arrangiamento orchestrale. Gli archi, registrati in Bulgaria, contribuiscono notevolmente alla formazione di un suono più maturo e coinvolgente, oltre alla maturità raggiunta dalla band, e nella fattispecie da Kekko Silvestre nello scrivere i brani di questo album.
Il secondo singolo estratto dal disco, Malinconico a metà, non riuscì a ripetere l'exploit del precedente, a metà fra le sonorità latineggianti e gli ammiccamenti rock de Le Vibrazioni; rimane un episodio poco conosciuto a livello nazionale, nonostante un video in costume molto particolare.
Per compensare il mezzo passo falso del secondo singolo venne messo in circolazione radiofonica Grazie gente, scritta appositamente per ringraziare i fans del gruppo che sostengono in massa l'avventura musicale del quintetto martesano. Oltre alla programmazione radiofonica fu girato un videoclip con immagini dei concerti del gruppo.
Trascurato dalla promozione, Ti sento parte di me è un lento d'atmosfera che strizza l'occhio a un sound non propriamente italiano.
Nell'album sono presenti 2 canzoni che il gruppo presentava già negli anni precedenti, Mia e Sogno Misfatto, mentre come ghost track fu scelta Sensazione.
Il gruppo rimase in 5 componenti, il tastierista Paolo Bovi lasciò la band e non fu rimpiazzato. A distanza di quattro anni dalla pubblicazione, nell'ottobre 2010, l'album rientrò nella classifica ufficiale FIMI raggiungendo la posizione numero 59.
L'anno seguente l'album tornò in classifica alla posizione numero 67 per poi raggiungere, la settimana successiva, la posizione numero 22.

## Tracce
1. Quello che non ti ho detto (Scusami) - 4'01"
2. Ti sento parte di me - 3'51"
3. Regina delle stelle - 3'57"
4. Grazie gente - 3'35"
5. Non dire di no - 3'45"
6. Mia - 4'12"
7. Sogno misfatto - 3'49"
8. Oltre un semplice sguardo - 4'07"
9. Semplice - 3'58"
10. Spirito libero - 6'19"
11. Malinconico a metà - 3'16"
12. Inverno a primavera - 3'35"
13. Addormentati con me - 7'18"
  - Sensazione - traccia fantasma

## Formazione
Gruppo
- Kekko Silvestre - voce e pianoforte
- Diego Arrigoni - chitarra acustica ed elettrica
- Matteo Alberti - chitarra elettrica
- Stefano Forcella - basso
- Manuel Signoretto - batteria

Altri musicisti
- Nicolò Fragile, Enrico Palmosi - tastiera, pianoforte e programmazione
- Lele Melotti - batteria
- Rossano Eleuteri - basso

## Posizioni in classifica
| Classifica (2006) | Posizione massima |
| ----------------- | ----------------- |
| Italia            | 14                |